# Christian Belschner
Christian Belschner (* 30. August 1854 in Kirchheim am Neckar; † 22. Februar 1948) war ein deutscher Lehrer und Historiker.

## Leben
Belschner besuchte die Präparandenschule in Esslingen und das Lehrerseminar in Münsingen und arbeitete anschließend als Volksschullehrer an verschiedenen Schulen in Württemberg. 1879 kam er ans Gymnasium nach Stuttgart, 1881 dann an das Lyzeum, das spätere Gymnasium, in Ludwigsburg. 1883/84 studierte er in Tübingen klassische Philologie und legte 1892 die Präzeptoratsprüfung ab. 1912 wurde er zum Professor ernannt.
Belschner verfasste zahlreiche Werke zur Geschichte der Stadt und des Kreises Ludwigsburg sowie allgemein zur württembergischen Geschichte. Er veröffentlichte daneben auch eigene Gedichte.
Belschner gehörte zu den Gründern des Historischen Vereins für Ludwigsburg und Umgebung, dessen Vorsitzender er von 1899 bis 1941 war.

## Ehrungen
- 1924 Ehrenbürger von Ludwigsburg

## Schriften (Auswahl)
- Im Kampf des Lebens: eine lyrische Anthologie. Kohlhammer, Stuttgart 1896.
- Führer durch Ludwigsburg und Umgebung: für Einheimische und Fremde. Aigner, Ludwigsburg 1899.
- Geschichte von Württemberg in Wort und Bild. Zeller & Schmidt, Stuttgart 1902.
- Ludwigsburg in zwei Jahrhunderten. Aigner, Ludwigsburg 1904.
- Hrsg.: Die Stadt Ludwigsburg. Festschrift zur Feier ihres zweihundertjährigen Bestehens. Aigner, Ludwigsburg 1909.
- Hrsg.: Hohenlohisches Urkundenbuch. Bd. 3: 1351–1375. Kohlhammer, Stuttgart 1912.
- Bilderbuch aus Ludwigsburg. Aigner, Ludwigsburg 1914.
- Württembergs geliebter Herr. Festschrift zur Feier der 25jährigen Regierungstätigkeit Wilhelms II. von Württemberg. Deutsche Verlagsanstalt, Stuttgart 1917.
- Hrsg.: Schwäbischer Geist: eine Sammlung schwäbischer Anekdoten. Kallenberg, 3 Bde., Ludwigsburg 1926–1931.
- Ludwigsburg (Württemberg). Monos-Verlag, Burkhard, Berlin 1923.
- Favoritepark und Favoriteschloß. Aigner, Ludwigsburg 1929.
- Führer durch das Schloss in Ludwigsburg. Ungerheuer & Ulmer, Ludwigsburg 1929.
- Schwäbischer Humor. Kallenberg, Ludwigsburg 1938.